# Klosterhöfe
Klosterhöfe ist der kleinste Stadtteil von Schlüchtern im osthessischen Main-Kinzig-Kreis. Er besteht aus den Weilern Drasenberg, Gomfritz, Raith und Röhrigs.

## Geographie
Klosterhöfe liegt im Nordosten des Main-Kinzig-Kreises auf dem Landrücken, dem verbindenden Höhenzug zwischen Rhön und Vogelsberg.
Klosterhöfe grenzt im Norden an den Ort Höf und Haid, im Osten an den Ort Rückers, im Südosten an den Ort Elm, im Südwesten an den Hauptort Schlüchtern und im Nordosten an den Ort Wallroth.

## Geschichte

### Ortsgeschichte
In der zweiten Hälfte des 19. Jahrhunderts schlossen sich die Höfe Drasenberg, Gomfritz, Raith und Röhrigs als Gemeinde Klosterhöfe zusammen.
Hessische Gebietsreform (1970–1977)
Zum 1. Dezember 1969 wurde die bis dahin selbständige Gemeinde Klosterhöfe im Vorfeld der Gebietsreform in Hessen auf freiwilliger Basis in die Stadt Schlüchtern eingemeindet. Für Klosterhöfe wurde, wie für die anderen eingemeindeten, ehemals eigenständigen Gemeinden von Schlüchtern, ein Ortsbezirk eingerichtet. Mit der Hessischen Gebietsreform wurde der Landkreis Schlüchtern 1974 aufgelöst und Klosterhöfe liegt seit dem im Main-Kinzig-Kreis.

### Verwaltungsgeschichte im Überblick
Die folgende Liste zeigt die Staaten und Verwaltungseinheiten, denen Klosterhöfe angehört(e):
- 2. Hälfte 19. Jahrhundert: Zusammenschluss der Höfe Drasenberg, Gomfritz, Raith und Röhrigs als Klosterhöfe
- seit 1867: Königreich Preußen, Provinz Hessen-Nassau, Regierungsbezirk Kassel, Kreis Schlüchtern
- ab 1871: Deutsches Reich, Königreich Preußen, Provinz Hessen-Nassau, Regierungsbezirk Kassel, Kreis Schlüchtern
- ab 1918: Deutsches Reich (Weimarer Republik), Freistaat Preußen, Provinz Hessen-Nassau, Regierungsbezirk Kassel, Kreis Schlüchtern
- ab 1944: Deutsches Reich, Freistaat Preußen, Provinz Nassau, Landkreis Schlüchtern
- ab 1945: Amerikanische Besatzungszone,[Anm. 1] Groß-Hessen, Regierungsbezirk Wiesbaden, Landkreis Schlüchtern
- ab 1946: Amerikanische Besatzungszone, Hessen, Regierungsbezirk Wiesbaden, Landkreis Schlüchtern
- ab 1949: Bundesrepublik Deutschland, Hessen, Regierungsbezirk Wiesbaden, Landkreis Schlüchtern
- ab 1968: Bundesrepublik Deutschland, Hessen, Regierungsbezirk Darmstadt, Landkreis Schlüchtern
- ab 1969: Bundesrepublik Deutschland, Hessen, Regierungsbezirk Darmstadt, Landkreis Schlüchtern, Stadt Schlüchtern
- ab 1974: Bundesrepublik Deutschland, Hessen, Regierungsbezirk Darmstadt, Main-Kinzig-Kreis, Stadt Schlüchtern

## Bevölkerung

### Einwohnerstruktur 2011
Nach den Erhebungen des Zensus 2011 lebten am Stichtag, dem 9. Mai 2011, in Klosterhöfe 198 Einwohner. Darunter waren 3 (1,5 %) Ausländer. Nach dem Lebensalter waren 30 Einwohner unter 18 Jahren, 61 zwischen 18 und 49, 51 zwischen 50 und 64 und 36 Einwohner waren älter. Die Einwohner lebten in 69 Haushalten. Davon waren 9 Singlehaushalte, 21 Paare ohne Kinder und 30 Paare mit Kindern, sowie 6 Alleinerziehende und 3 Wohngemeinschaften. In 9 Haushalten lebten ausschließlich Senioren und in 42 Haushaltungen lebten keine Senioren.

### Einwohnerentwicklung
| • 1812: | 21 Feuerstellen, 175 Einwohner |

| Klosterhöfe: Einwohnerzahlen von 1812 bis 2020 | Klosterhöfe: Einwohnerzahlen von 1812 bis 2020 | Klosterhöfe: Einwohnerzahlen von 1812 bis 2020 | Klosterhöfe: Einwohnerzahlen von 1812 bis 2020 | Klosterhöfe: Einwohnerzahlen von 1812 bis 2020 |
| --- | ---------------------------------------------- | ---------------------------------------------- | ---------------------------------------------- | ---------------------------------------------- |
| Jahr |                                                |                                                |                                                | Einwohner                                      |
| 1812 | 1812                                           |                                                | 175                                            | 175                                            |
| 1834 | 1834                                           |                                                | 193                                            | 193                                            |
| 1840 | 1840                                           |                                                | 176                                            | 176                                            |
| 1846 | 1846                                           |                                                | 200                                            | 200                                            |
| 1852 | 1852                                           |                                                | 192                                            | 192                                            |
| 1858 | 1858                                           |                                                | 214                                            | 214                                            |
| 1864 | 1864                                           |                                                | 231                                            | 231                                            |
| 1871 | 1871                                           |                                                | 247                                            | 247                                            |
| 1875 | 1875                                           |                                                | 205                                            | 205                                            |
| 1885 | 1885                                           |                                                | 250                                            | 250                                            |
| 1895 | 1895                                           |                                                | 214                                            | 214                                            |
| 1905 | 1905                                           |                                                | 249                                            | 249                                            |
| 1910 | 1910                                           |                                                | 322                                            | 322                                            |
| 1925 | 1925                                           |                                                | 270                                            | 270                                            |
| 1939 | 1939                                           |                                                | 160                                            | 160                                            |
| 1946 | 1946                                           |                                                | 267                                            | 267                                            |
| 1950 | 1950                                           |                                                | 245                                            | 245                                            |
| 1956 | 1956                                           |                                                | 182                                            | 182                                            |
| 1961 | 1961                                           |                                                | 185                                            | 185                                            |
| 1967 | 1967                                           |                                                | 199                                            | 199                                            |
| 1970 | 1970                                           |                                                | 204                                            | 204                                            |
| 2005 | 2005                                           |                                                | 191                                            | 191                                            |
| 2010 | 2010                                           |                                                | 199                                            | 199                                            |
| 2011 | 2011                                           |                                                | 198                                            | 198                                            |
| 2015 | 2015                                           |                                                | 189                                            | 189                                            |
| 2020 | 2020                                           |                                                | 179                                            | 179                                            |
| Datenquelle: Historisches Gemeindeverzeichnis für Hessen: Die Bevölkerung der Gemeinden 1834 bis 1967. Wiesbaden: Hessisches Statistisches Landesamt, 1968. Weitere Quellen: LAGIS; 2005; 2010; 2015 2020; Zensus 2011 |                                                |                                                |                                                |                                                |

### Historische Religionszugehörigkeit
| • 1885: | 228 evangelische (= 91,20 %), 22 katholische (= 8,80 %) Einwohner |
| • 1961: | 157 evangelisch (= 84,86 %), 24 katholische (= 12,97 %) Einwohner |

## Politik
Für den Stadtteil Klosterhöfe besteht ein Ortsbezirk (Gebiete der ehemaligen Gemeinde Klosterhöfe) mit Ortsbeirat und Ortsvorsteher nach der Hessischen Gemeindeordnung.
Der Ortsbeirat besteht aus fünf Mitgliedern. Bei den Kommunalwahlen in Hessen 2021 betrug die Wahlbeteiligung zum Ortsbeirat 64,74 %. Alle Kandidaten gehören der „Gemeinschaftsliste Klosterhöfe“ an. Der Ortsbeirat wählte Friedrich Dänner zum Ortsvorsteher.

## Verkehr
- Am westlichen Ortsrand verläuft die Bundesautobahn A66.
- Die Autobahnraststätte Schlüchtern liegt in der Gemarkung Klosterhöfe.